# Anish Kunda
Anish Kunda är  en ort i Gambia. Den ligger i distriktet Niamina West, i den centrala delen av landet, 150 km öster om huvudstaden Banjul. Antalet invånare var 183 vid folkräkningen 2013.